# Meininger Citylauf
Der Meininger Citylauf ist ein traditioneller Stadtlauf, der alljährlich in Meiningen am 3. Oktober zum Tag der Deutschen Einheit als Straßenlauf und Volkslauf ausgetragen wird. Der zweitälteste Stadtlauf Thüringens fand erstmals am 3. Oktober 1991 statt. Der Meininger Citylauf gilt als der schnellste Stadtlauf Thüringens. Veranstalter ist der Polizeisportverein PSV Meiningen 90 e. V.

## Geschichte
Anlässlich des ersten Jahrestages der Deutschen Einheit rief der PSV Meiningen eine internationale Laufveranstaltung als Stadtlauf ins Leben. Von Beginn an wurden die Distanzen Halbmarathon, zehn Kilometer für Erwachsene und drei sowie fünf Kilometer für Jugendliche gelaufen. Des Weiteren findet ein Jedermannslauf als Volkslauf statt. Eine Stunde vor dem Start des Hauptlaufes wird ein Kinderlauf der Meininger Grundschulen veranstaltet. Seit 2012 wird der Halbmarathon nicht mehr ausgetragen. Von 2013 bis 2015 gehörte zum Citylauf der Meininger Firmenlauf auf 5 km. 2014 und 2015 fand im Rahmen des Citylaufs die Thüringer Meisterschaft im Straßenlauf statt. Aus diesem Anlass wurde die Laufstrecke neu vermessen. 2015 war der Citylauf sportlich in die Weltkulturwoche „Refugees welcome“ integriert. Nach dreijähriger Unterbrechung wegen der Covid-19-Pandemie findet der Citylauf am 3. Oktober 2023 seine Fortsetzung.

## Bekannte Starter
Seit 1991 nahmen zahlreiche bekannte Leichtathleten aus dem In- und Ausland am Meininger Citylauf teil. Zu ihnen gehörten unter anderem der DDR-Meister im Marathon und deutscher Meister im 5000-m-Lauf sowie Crosslauf Rainer Wachenbrunner, der deutsche Meister im Crosslauf und Halbmarathon Manuel Stöckert, der Sommerbiathlet und Langstreckenläufer Marcel Bräutigam, der Langstreckenläufer Nicholas Kipruto Koech aus Kenia und die ukrainische Meisterin im 10.000-m-Lauf Oksana Skljarenko.

## Laufstrecke
Der Meininger Citylauf wird auf einem 2,5 km langen DLV-vermessenen Rundkurs durch die Innenstadt von Meiningen durchgeführt. Wertungen und Siegerehrungen finden in 29 Altersklassen statt. Die Altersklassen des 10-km-Hauptlaufes sind nach der Leichtathletikordnung des Deutschen Leichtathletik-Verbandes (DLV) „LAO §3“ sowie „VAO §3“ eingeteilt. In allen Altersklassen werden die Erst- bis Drittplatzierten ausgezeichnet.
| Lauf           | Distanz in km | Wertungen                            |
| -------------- | ------------- | ------------------------------------ |
| Hauptlauf      | 10            | Männer und Frauen (24 Altersklassen) |
| Schüler        | 5             | U16 Mädchen und Jungen               |
| Schüler        | 3             | U14 Mädchen und Jungen               |
| Jedermannslauf | 5             | Männer und Frauen                    |
| Halbmarathon   | 21,0975       | Männer und Frauen (1991–2011)        |

## Streckenverlauf
Start und Ziel des Meininger Citylaufes ist der Marktplatz. Die Laufstrecke führt vom Markt südlich durch die Anton-Ulrich-Straße, wechselt dann westlich auf die Alte Henneberger Straße und führt auf dieser über die Mühlgrabenbrücke und die Werrabrücke weiter bis zur Schillerstraße. Die Strecke verläuft dann durch die Schillerstraße entlang der Werra bis zur Georgsbrücke, auf der die Werra zum zweiten Mal überquert wird. Die Laufstrecke führt dann durch den Schlosspark vorbei am Schloss Elisabethenburg über die Grüne Brücke zur Karlsallee, weiter durch diese bis zur Georgstraße beim Henneberger Haus. Über die Georgstraße gelangt man durch die Fußgängerzone zum Ziel. Der Startpunkt für die 3 km ist in der Karlsallee. Die Laufstrecke ist eben und besitzt als Streckenbelag Asphalt, Pflasterung und befestigte Parkwege. Der Meininger Citylauf findet bei jedem Wetter statt.

## Statistik

### Streckenrekorde
10 km Hauptlauf:
- Männer: 28:44 min, Rainer Wachenbrunner,  Deutschland, 1998
- Frauen: 35:51 min, Inna Lebedeva,  Ukraine, 2004

Halbmarathon:
- Männer: 1:12:52 h, Marcel Knape (LC Erfurt,  Deutschland), 2008
- Frauen: 1:26:46 h, Stefanie Wiesmaier (Sportteam Steinbach Meiningen,  Deutschland), 2007

### Thüringer Meisterschaft 2014
3 km Schüler U14:
- Jungen: Hannes Rein, 10:54 min
- Mädchen: Lena Posniak, 11:30 min

5 km Schüler U16:
- Jungen: Tim Schneegaß, 17:43 min
- Mädchen: Alina Schönherr, 20:29 min

10 km Hauptlauf:
- Männer: Michael Müller, 33:28 min
- Frauen: Astrid Hartenstein, 37:56 min

### Siegerlisten
In den untenstehenden Siegerlisten sind die Gesamtsieger aller Altersklassen im 10 km Hauptlauf sowie die Sieger im Halbmarathon aufgeführt.

#### 10 km Hauptlauf
Quelle: Ergebnislisten des Veranstalters ab 2003.
| Jahr |  | Männer                                  | Zeit  |  | Frauen                                   | Zeit  |
| ---- |  | --------------------------------------- | ----- |  | ---------------------------------------- | ----- |
| 2023 |  |                                         |       |  |                                          |       |
| 2019 |  | Benjamin Keiderling (Rennsteig-LV Suhl) | 36:19 |  | Katja Voigtmann (VfB Ichtershausen)      | 40:27 |
| 2018 |  | Julian Häßner (SC Impuls Erfurt)        | 34:06 |  | Josefine Rutkowski (PSV Meiningen)       | 40:02 |
| 2017 |  | Roman Freitag (LV Eisenach)             | 33:21 |  | Josefine Rutkowski (PSV Meiningen)       | 41:15 |
| 2016 |  | Joscha Bretschneider (LV Greiz)         | 35:48 |  | Susanne Haßmüller (SC Ostheim)           | 40:13 |
| 2015 |  | Manuel Stöckert (SC Ostheim)            | 31:29 |  | Daniela Oemus (SV Bürgel)                | 38:02 |
| 2014 |  | Michael Müller (SV Sondershausen)       | 33:28 |  | Astrid Hartenstein (LV Gera)             | 37:56 |
| 2013 |  | Marcel Knape (USV Jena)                 | 32:20 |  | Beate Ernst (Friedrichroda)              | 45:51 |
| 2012 |  | Marcel Bräutigam (LG Ohra)              | 31:47 |  | Anna Herzberg (Brooks Team)              | 39:23 |
| 2011 |  | Zbigniew Kaszewski Polen                | 35:49 |  | Joanna Kalinowska Polen                  | 44:03 |
| 2010 |  | Heiko Baier (LG Braunschweig)           | 32:36 |  | Astrid Hartenstein (1. SV Gera)          | 39:43 |
| 2009 |  | Christian Biele (Laufclub Erfurt)       | 31:55 |  | Stefanie Wiesmaier (Sportteam Meiningen) | 38:25 |
| 2008 |  | Marcus Schöfisch (Laufclub Erfurt)      | 31:35 |  | Heike Koch (TSSC Erfurt)                 | 47:12 |
| 2007 |  | Christian Seiler (Laufclub Erfurt)      | 32:01 |  | Romy Mey (USV Jena)                      | 39:27 |
| 2006 |  | Hillary Kemboi Kenia                    | 31:11 |  | Milka Jerotich Kenia                     | 36:42 |
| 2005 |  | Nicholas Koech Kenia                    | 29:52 |  | Prisca Kiprono Kenia                     | 36:27 |
| 2004 |  | Maxim Yanishevskyy Ukraine              | 31:22 |  | Inna Lebedeva Ukraine                    | 35:51 |
| 2003 |  | Maxim Yanishevskyy Ukraine              | 31:34 |  | Oksana Sklyarenko Ukraine                | 36:15 |

#### Halbmarathon
Quelle: Ergebnislisten des Veranstalters von 2003 bis 2011.
| Jahr |  | Männer                                  | Zeit    |  | Frauen                                   | Zeit    |
| ---- |  | --------------------------------------- | ------- |  | ---------------------------------------- | ------- |
| 2011 |  | Thomas Heß (Belrieth)                   | 1:26:11 |  | Josefine Rutkowski (Meiningen)           | 1:52:14 |
| 2010 |  | Philipp Heinz (Sportteam Meiningen)     | 1:15:26 |  | Bettina Tschernig (SV Mühlhausen)        | 1:30:42 |
| 2009 |  | Marcel Knape (Laufclub Erfurt)          | 1:14:45 |  | Ramona Krause (Sportteam Meiningen)      | 1:31:28 |
| 2008 |  | Marcel Knape (LC Erfurt)                | 1:12:52 |  | Ramona Krause (Sportteam Meiningen)      | 1:33:31 |
| 2007 |  | Jürgen Liebergeld (Rennsteiglaufverein) | 1:15:50 |  | Stefanie Wiesmaier (Sportteam Meiningen) | 1:26:46 |
| 2006 |  | Jörg Krone (PSV Meiningen)              | 1:16:18 |  | Carola Gasa (SV Mihla)                   | 1:37:48 |
| 2005 |  | Sebastian Keybe (PSV Meiningen)         | 1:19:54 |  | Silke Hartmann (Laufteam Gedern)         | 1:39:42 |
| 2004 |  | Steffen Meyer (TSV Zella-Mehlis)        | 1:15:48 |  | Bärbel Fischer (RLT Rodgau)              | 1:56:50 |
| 2003 |  | Jörg Krone (PSV Meiningen)              | 1:16:56 |  | Carola Gasa (SV Mihla)                   | 1:34:16 |